# Arturo Acebal Idígoras
Pour les articles homonymes, voir Idígoras.
Arturo Francisco Acebal Idígoras, né le 24 juillet 1912 à Tres Algarrobos, et mort le 25 décembre 1977 à Castro-Urdiales, est un peintre, sculpteur et céramiste espagnol d'origine argentine.

## Biographie

### Naissance et famille
Arturo Acebal Idígoras est né dans le village de Tres Algarrobos, à 35 km au sud-est de la ville de General Villegas, et à environ 470 km à l'ouest de Buenos Aires, au milieu de la pampa argentine. En 1919, sa famille, d'origine basco-santanderienne, revient au Pays Basque et s'installe à Bilbao.

### Études
Il apprend à dessiner avec le professeur Manuel Urquijo, dans le village de Castro-Urdiales (qui ne comptait alors que 12 000 habitants), à 35 km de Bilbao et à 430 km au nord de Madrid. A l'âge de treize ans, en 1925, il étudie et travaille à l'Ecole des Arts et Métiers du district d'Atxuri (Bilbao). La même année, il commence à travailler comme apprenti dans l'atelier du sculpteur Serafín Basterra à Bilbao et plus tard avec ses fils, Manuel et Higinio. Pendant onze ans (jusqu'en 1936) il a Ángel Larroque et Higinio Basterra comme enseignants.
En 1928, il travaille pour le sculpteur Quintín de Torre.
En 1930, il rencontre Gustavo de Maeztu qui l'initie à la scène artistique de Bilbao.

### Vie professionnelle
En mai 1933, il fonde l'Union Art Society, dont il est le président. De cette année-là jusqu'en 1956, il se consacre à la peinture. A cette époque, il appartenait à l'Association des Artistes Basques.
La guerre civile espagnole (1936-1939) le contraint à s'exiler en 1937, à l'âge de 25 ans, à Buenos Aires (Argentine). Il y reste onze ans, se consacrant à la peinture et à la céramique. Il a fait des voyages sporadiques à travers les Andes (dans la province de Mendoza). En 1947, à l'âge de 35 ans, il revient au Pays Basque.
En tant que peintre, il réalise des paysages basques et andins. À partir de 1955, il abandonne la peinture pour se consacrer entièrement à la céramique sculpturale fortement influencée par l'esthétique rurale basque.
Ses premières pièces sont des figures religieuses, populaires ou maternelles, pour dériver, à la fin des années 1960, dans un schématisme et une simplicité de lignes plus grandes. Les pièces adoptent des déformations expressives où la masse prédomine.
En 1961, il épouse María Asunción Hoz. L'année suivante (1962) naquit sa fille unique.
En 1964, à l'âge de 52 ans, il fonde le groupe Arte Actual avec Carmelo García Barrena, Ignacio Urrutia, José Barceló, Isabel Krutwig, Luis Soriano Quirós et Javier Urquijo.
Depuis 1966, il fait partie du groupe de Bilbao avec Antonio Santafé Largacha et Ramón Barreiro Bengoa, avec qui il organise plusieurs expositions.
En 1969, il réalise la murale de l'hôtel Miramar à Castro Urdiales.
Arturo Acebal Idígoras meurt le 25 décembre 1977 à Castro Urdiales.

## Expositions
En 1977, il présente sa dernière exposition à la Windsor Kulturgintza Gallery de Bilbao, avec des œuvres en bronze, parce qu'il voulait que son œuvre reste.
En octobre et novembre 2012, une exposition de son travail a lieu pendant plus d'un mois à l'Université du Pays Basque de Bilbao.